# Pachybrachis pradensis
Pachybrachis pradensis is een keversoort uit de familie bladkevers (Chrysomelidae). De wetenschappelijke naam van de soort werd in 1875 gepubliceerd door Sylvain Auguste de Marseul.